# Chissà se va/Perdono, non lo faccio più
Chissà se va/Perdono, non lo faccio più è il quarto singolo della cantante pop Raffaella Carrà, pubblicato e distribuito nel 1971 dall'etichetta discografica RCA Italiana.
Entrambi i brani sono contenuti nell'album Raffaella Carrà dello stesso anno.

## Chissà se va
Sigla di apertura della trasmissione televisiva Canzonissima 1971, condotta da Corrado e dalla stessa Carrà, scritta dagli autori del programma su musica di Franco Pisano, allora direttore della sua orchestra nello spettacolo. Il video è disponibile sul DVD nel cofanetto Raffica Carrà del 2007.
- Sigla iniziale (Canzonissima 1971), su raiplay.it, in RaiPlay. URL consultato il 31 luglio 2021.

Brano di enorme successo che ha trascinato il singolo fino alla seconda posizione nella classifica delle vendite settimanali.
Come già accaduto per Ma che musica maestro anche questa sigla è stata reinterpretata nel 1997 da Claudio Baglioni per l'album Anime in gioco (COLumbia 487741 1) di supporto al programma televisivo Anima mia di cui lo stesso Baglioni era ideatore e conduttore insieme a Fabio Fazio, oltre che ospite fisso. Baglioni canta il pezzo con Fazio, Guido Tognetti, Pietro Galeotti e Tommaso Labranca.
Cover anche per Antonella Clerici nel suo finora unico progetto come cantante uscito su CD nel 2010,
un disco di sigle televisive registrato nell'autunno del 2009 e intitolato con suo nome.

## Perdono, non lo faccio più
Meno famoso lato B del singolo.
Avrà una cover da Letizia Mongelli che, nella terza edizione del programma Non è la Rai (93/94), doppia Sofia Sed.
Incisione inserita nella compilation Non è la Rai estate del 1994 (RTI Music, RTI 1064-2).

## Tracce
Lato A
1. Chissà se va[8] – 2:52 (testo: Castellano e Pipolo[9] – musica: Franco Pisano; edizioni musicali Suvini Zerboni)

Lato B
1. Perdono, non lo faccio più[10] – 1:58 (testo: Gianni Boncompagni – musica: Franco Pisano; edizioni musicali BMG Ricordi)

### Musicisti
- Franco Pisano - arrangiamenti, orchestra
- 4+4 di Nora Orlandi - cori

## Classifiche
| Classifica (1971) | Posizione raggiunta |
| ----------------- | ------------------- |
| Italia            | 2                   |

Il disco entra in classifica il 20 novembre in ottava posizione e ogni settimana sale di due fino alla terza raggiunta l'11 dicembre e mai lasciata se non dopo metà gennaio del 1972. Da fine gennaio a inizio febbraio sarà ancora in classifica tra il settimo e il decimo posto (per uscirne verso fine mese), preceduto all'ottava e nona piazza dalla nuova entrata Tuca tuca della stessa Raffaella, che tuttavia non riuscirà a far meglio di un quarto posto, contro il secondo massimo di Chissà se va.